# Полихрониу, Костас
Константи́нос Полихро́ниу (греч. Κώστας Πολυχρονίου; 12 ноября 1936, Каристос — 1 июня 2018) — греческий футболист и футбольный тренер, играл на позиции полузащитника.

## Биография

### Игровая карьера
Полихрониу всю карьеру, которая продолжалась у него на протяжении 14 сезонов, играл за «Олимпиакос». В составе «красно-белых» Полихрониу выиграл 6 чемпионских титулов и 8 Кубков Греции и сыграл в чемпионате Греции 305 матчей, забив 13 голов.
В составе сборной Греции сыграл 27 матчей, в которых не отметился забитыми мячами.

### Тренерская карьера
Работал главным тренером ряда греческих клубов, среди которых были «Лариса» (1979—1980), «Родос» (1981—1982), «Докса» (1983—1984), «Левадиакос» (1987), «Олимпиакос» (1993—1994) и «Панилиакос» (2001).
С 1994 по 1998 год работал главным тренером сборной Греции.

### Смерть
Скончался 1 июня 2018 года в возрасте 81 года после продолжительной болезни.

## Достижения
«Олимпиакос»
- Чемпион Греции (6) : 1955/56, 1956/57, 1957/58, 1958/59, 1965/66, 1966/67
- Обладатель Кубка Греции (8) : 1956/57, 1957/58, 1958/59, 1959/60, 1960/61, 1962/63, 1964/65, 1967/68